# صدف شیاردار نیوزیلندی
صدف شیاردار نیوزیلندی (نام علمی: Austrovenus stutchburyi) نام یک گونه از راسته صدف‌های سفت‌پوسته است.